# Hulseinae
Hulseinae B.G.Baldwin, 2002 è una sottotribù di piante spermatofite dicotiledoni appartenenti alla famiglia delle Asteraceae (sottofamiglia Asteroideae, Tribù Madieae).

## Etimologia
Il nome della sottotribù deriva dal suo genere più importante Hulsea Torr. & A.Gray, 1858 che a sua volta è stato dato in ricordo del collezionista di piante Gilbert W. Hulse (1807–1883) Il nome scientifico di questo gruppo è stato definito per la prima volta dal botanico contemporaneo Bruce Gregg Baldwin (1957-) nella pubblicazione "Systematic Botany; Quarterly Journal of the American Society of Plant Taxonomists - 27(1): 194 (2002)" del 2002.

## Descrizione
Le specie di questa sottotribù sono erbe biennali o perenni (raramente annuali). Raggiungono al massimo una altezza compresa tra 5 e 150 cm. I fusti sono semplici o ramificati; spesso i germogli aerei nascono da caudici sotterranei.
Le foglie sono formate in rosette basali e/o cauline. La disposizione delle foglie è a verticilli alla base del caule e alternata in posizione distale (vicino all'infiorescenza). Sono sessili o con picciolo alato; la lamina ha delle forme per lo più lineari-lanceolate, oblanceolate, ovate o spatolate; i margini sono interi o dentati (raramente sono lobati); la superficie può essere ghiandolare o lanosa.
Le infiorescenze sono composte da capolini radiati terminali e singoli o raccolti in lassi corimbi, o racemi o panicoli. I capolini normalmente sono formati da un involucro a forma da obconica a emisferica composto da diverse squame (da 14 a 35 e oltre) disposte su 1 - 4 serie con portamento eretto (le squame delle serie più esterne sono riflesse) al cui interno un ricettacolo a forma piatta, glabro e privo di pagliette fa da base ai fiori di due tipi: quelli esterni del raggio (da 9 a 60) e quelli più interni del disco (da 20 a 200). Diametro dell'involucro: 8 – 26 mm.
- Fiori: i fiori sono tetraciclici (a cinque verticilli: calice – corolla – androceo – gineceo) e pentameri (ogni verticillo ha 5 elementi). I fiori del raggio in genere sono femminili e fertili con simmetria actinomorfa, i fiori del disco sono ermafroditi e fertili con simmetria zigomorfa.

- Formula fiorale: per queste piante viene indicata la seguente formula fiorale:

* K 0/5, C (5), A (5), G (2), infero, achenio
- Calice: il calice è ridotto ad una coroncina di squame.

- Corolla: i fiori del raggio hanno le corolle ligulate colorate di giallo, arancio, rosso o violetto. I fiori del disco hanno le corolle colorate di giallo o arancio; la forma è tubulosa (a volte il tubo è corto) con 5 lobi apicali a forma da deltata a lanceolato-ovale.

- Androceo: l'androceo è formato da 5 stami con filamenti liberi e antere saldate in un manicotto circondante lo stilo.

- Gineceo: il gineceo ha un ovario uniloculare infero formato da due carpelli.. Lo stilo è unico e con due stigmi nella parte apicale. Gli stigmi possono essere incappucciati o anche provvisti di piccoli canali. Le appendici degli stigmi sono più brevi delle linee stigmatiche che sono marginali (le appendici possono anche essere assenti).

I frutti sono degli acheni con pappo. La forma degli acheni è da più o meno cilindrica a clavata, e più o meno compressa con 2 orli e margini più o meno spessi. La superficie può essere carbonizzata con bordi densamente cigliati. L'achenio può avere le facce lucenti e glabre oppure da sparsamente a densamente pelose. Il pappo persistente, può essere formato da 1 - 2 opposte paia di scaglie, oppure può essere formato altrimenti (sempre da scaglie). Le scaglie sono da acuminate a troncate, prive di nervatura, spesse uniformemente e apicalmente erose (con margini irregolari).

## Distribuzione e habitat
Le piante di questa sottotribù sono distribuite negli Stati Uniti occidentali e nel Messico settentrionale con habitat in parte temperato-continentali e in parte semi aridi.

## Tassonomia
La famiglia di appartenenza del genere (Asteraceae o Compositae, nomen conservandum) è la più numerosa del mondo vegetale, comprende oltre 23000 specie distribuite su 1535 generi (22750 specie e 1530 generi secondo altre fonti).  La sottofamiglia Asteroideae è una delle 12 sottofamiglie nella quale è stata suddivisa la famiglia Asteraceae, mentre Madieae è una delle 21 tribù della sottofamiglia. La tribù Madieae a sua volta è suddivisa in 5 sottotribù (Hulseinae è una di queste).

### Composizione della tribù
La sottotribù comprende soltanto due generi con 8 specie totali:
| Genere                      | N. specie                      | Distribuzione                          |
| --------------------------- | ------------------------------ | -------------------------------------- |
| Eatonella A.Gray, 1883      | 1 sp. (Eatonella nivea A.Gray) | USA (occidentale)                      |
| Hulsea Torr. & A.Gray, 1858 | 7 spp.                         | USA (occidentale) e Messico (nord-est) |

### Filogenesi

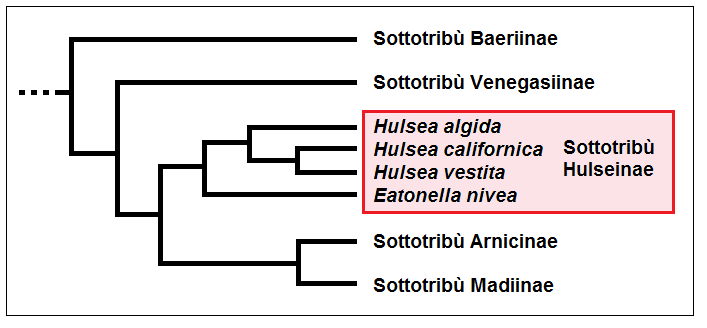
Cladogramma della sottotribù

Il raggruppamento è stato recentemente proposto da B.G. Baldwin, sulla base di evidenze filogenetiche derivanti da analisi del DNA ribosomiale. In particolare la sottotribù Hulseinae insieme alle specie della sottotribù Arnicinae e della sottotribù Madiinae costituiscono un clade ben definito (Hulseinae è “gruppo fratello” delle Arnicinae che a sua volta è “gruppo fratello” delle Madiinae). In precedenza il genere Eatonella era attribuito alla sottotribù Baeriinae (Heliantheae), e il genere Hulsea alle Chaenactidinae.
I due generi si distinguono tra l'altro per i seguenti caratteri:
- Eatonella: le squame dell'involucro sono disposte su 1-2 serie; le corolle dei fiori del raggio sono appena più lunghe delle squame; i fiori del disco sono da 4 a 12.
- Hulsea: le squame dell'involucro sono disposte su 2-3 serie; le corolle dei fiori del raggio sono molto più appariscenti; i fiori del disco sono oltre 20.

Il numero cromosomico delle specie di questa sottotribù è: 2n = 38.
Il cladogramma a lato tratto dalla pubblicazione citata e semplificato mostra l'attuale conoscenza filogenetica della sottotribù.